# Servizio per la prevenzione e la sicurezza negli ambienti di lavoro
Il servizio per la prevenzione e la sicurezza negli ambienti di lavoro (in sigla SPISAL o SPSAL) è uno dei servizi del dipartimento di prevenzione dell'azienda sanitaria locale della Repubblica Italiana.

## Storia
Lo SPSAL è stato istituito in seguito all'entrata in vigore della legge 23 dicembre 1978, n. 833 (istituzione del servizio sanitario nazionale) ed è stato inserito nell'organizzazione del Dipartimento di prevenzione dell'Azienda sanitaria locale.
Con il d.lgs. 517 del 1993, d.lgs. 229 del 1999 e con la legge costituzionale n. 3/2001, avviene l'attribuzione alle Regioni di alcune funzioni del servizio Sanitario Nazionale.

Di conseguenza le Regioni si sono dotate di propria normativa sulla materia della prevenzione, igiene e sicurezza nei luoghi di lavoro, ad integrazione di quella normativa nazionale. Anche per questo motivo, il servizio per la prevenzione e la sicurezza negli ambienti di lavoro assume varie denominazioni nelle singole Regioni (PSAL, SPSAL, SPreSAL, Spesal, SPISAL, Spisll, UOPSAL, UOML, PISLL, ecc.).
Con il completamento del quadro normativo, il servizio per la prevenzione e la sicurezza negli ambienti di lavoro assurge al ruolo di struttura territoriale operativa per garantire la tutela dei lavoratori nell'ambito della sicurezza e dell'igiene sul lavoro.

## Funzioni
Al servizio per la prevenzione e la sicurezza negli ambienti di lavoro sono attribuite le funzioni di controllo, vigilanza e di promozione della salute e della sicurezza negli ambienti di lavoro con lo scopo di contribuire alla prevenzione delle malattie professionali e degli infortuni sul lavoro e al miglioramento del benessere del lavoratore. Gli operatori dello Spsal sono i tecnici della prevenzione che si occupano soprattutto di sicurezza sul lavoro. Altre funzioni dello Spsal sono quelle legate alle autorizzazioni preventive di nuovi insediamenti produttivi e di eseguire tutte le indagini relative agli infortuni sul lavoro.
Prima dell'entrata in vigore della sopracitata Legge 833/1978 la competenza della materia era svolta esclusivamente dal Ministero del lavoro, tramite la figura dell'ispettore del lavoro, più precisamente gli ispettori tecnici, ai quali sono ancora attribuite alcune funzioni identiche, ma limitatamente ad alcuni settori produttivi, tra cui quello edile. Lo SPSAL è uno degli organi di vigilanza competenti sulla materia individuati nell'art. 13 del Decreto legislativo 81/2008 denominato anche Testo unico sulla sicurezza sul lavoro.
L'esercizio delle funzioni dello SPSAL si svolge nell'ambito territoriale dell'ASL di appartenenza. Le attività di controllo e vigilanza dello SPSAL, programmate o su richiesta dell'Autorità Giudiziaria, prevedono principalmente la verifica dell'applicazione delle norme in materia di igiene e sicurezza nei luoghi di lavoro, la misurazione dei fattori di rischio chimici o fisici, il riconoscimento delle cause e delle responsabilità nei casi di infortunio e di malattia professionale.

Inoltre il servizio per la prevenzione e la sicurezza negli ambienti di lavoro svolge attività sanitaria (visite mediche di idoneità lavorativa, tutela delle lavoratrici madri, tutela del lavoratore disabile, tutela dei minori), attività di assistenza ed informazione (educazione sanitaria, promozione della salute), attività amministrative ed autorizzative (pareri igienico-sanitari riguardanti i nuovi insediamenti produttivi, pareri per l'autorizzazione all'utilizzo di gas tossici, pareri sui piani di lavoro nelle bonifiche dell'amianto) ed attività giudiziarie.
Trovano inquadramento nello SPSAL medici del lavoro, medici igienisti, biologi igienisti, biologi epidemiologi, psicologi esperiti in lavoro ed organizzazioni, ingegneri, fisici, chimici, tecnici della prevenzione nell'ambiente e nei luoghi di lavoro, assistenti sanitari, infermieri, tecnici laureati e tecnici diplomati. Il tecnico della prevenzione, operante nel servizio per la prevenzione e la sicurezza negli ambienti di lavoro, è, nei limiti delle proprie attribuzioni, Ufficiale di Polizia Giudiziaria e collabora con l'Autorità Giudiziaria nelle indagini inerenti alla propria materia di competenza.

## Normativa
- d.lgs. 81/2008 e ss.mm.ii. (Testo unico in materia di tutela della salute e della sicurezza nei luoghi di lavoro)
- d.lgs. 253/2003
- d.lgs 17/2010 (Direttiva Macchine 2006/42/CE)
- Decreto Ministero Salute 15 luglio 203, n. 388 (Pronto soccorso aziendale)
- d.m. 10 marzo 1998 (Pronto intervento)
- d.m. 22 gennaio 2008, n. 37 (Impianti)
- d.P.R. 462/2001
- d.lgs. 230/1995 (Radioprotezione)
- d.m. Sanità 6 settembre 1994 (Amianto)
- d.lgs. 475/1992 (D.P.I.)
- d.lgs. 758/1994
- d.lgs. 231/2001
- d.lgs. 66/2003 (lavoro notturno)
- Leggi speciali (fitofarmaci, elettricità, gas, ecc.)
- Accordi Stato-Regioni
- Norme tecniche ISO/IEC, UNI-EN, UNI-CIG, CEI, CEN/CENELEC, ASHRAE
- Leggi regionali e Circolari regionali
- Regolamenti edilizi comunali
- Regolamenti comunali d'igiene
- Regolamento REACH